# Julia Kriegsmann
Julia Kriegsmann (* 1988 in Bonn) ist eine deutsche Jazzmusikerin (Altsaxophon, auch Flöte, Komposition).

## Wirken
Kriegsmann stammt aus einer Musikerfamilie; ihr Vater war Solo-Oboist beim Beethoven Orchester Bonn. Sie studierte Jazz-Saxophon am Conservatorium Maastricht und an der Folkwang Universität der Künste und schloss mit dem Master of Arts ab. 
Mit ihrem Quartett, zu dem Michael Knippschild am Vibraphon, Conrad Noll am Bass und Jeroen Truyen am Schlagzeug gehören, veröffentlichte Kriegsmann 2024 ihr Debütalbum Dark Days & White Nights (JazzHausMusik) mit fast ausschließlich Eigenkompositionen. Zudem trat sie im Cross-over-Projekt Über Grenzen mit Sven Heinze und ihrem Vater auf. Außerdem gehörte sie zum Essen Jazz Orchestra (Road Works 2019) und arbeitete mit Sara Decker sowie Mary and the Poppins, Jewelz und als Theatermusikerin am Theater Dortmund. 